# El Borouj
El Borouj è una città del Marocco, nella provincia di Settat, nella regione di Casablanca-Settat. È situata nel cuore del Marocco, più precisamente tra Marrakech e Casablanca.